# Pedro del Hierro
 (mars 2023).
Si vous disposez d'ouvrages ou d'articles de référence ou si vous connaissez des sites web de qualité traitant du thème abordé ici, merci de compléter l'article en donnant les références utiles à sa vérifiabilité et en les liant à la section « Notes et références ».
Pedro del Hierro est une marque de prêt-à-porter casual chic espagnole, appartenant au groupe Cortefiel depuis 1989. La marque tient son nom de son créateur, Pedro del Hierro, né le 3 octobre 1948 à Madrid. Il présente sa première collection en 1974. La direction artistique de la marque est assurée depuis 2012 par la styliste Carmen March. La marque est présente dans 21 pays, la plupart du temps dans des magasins Cortefiel.